# 急症護理
急症護理（英語：acute care）是二級醫療護理的一個分支，與長期護理相對。
急症護理服務通常由醫護專業人員提供。